# Nerudova

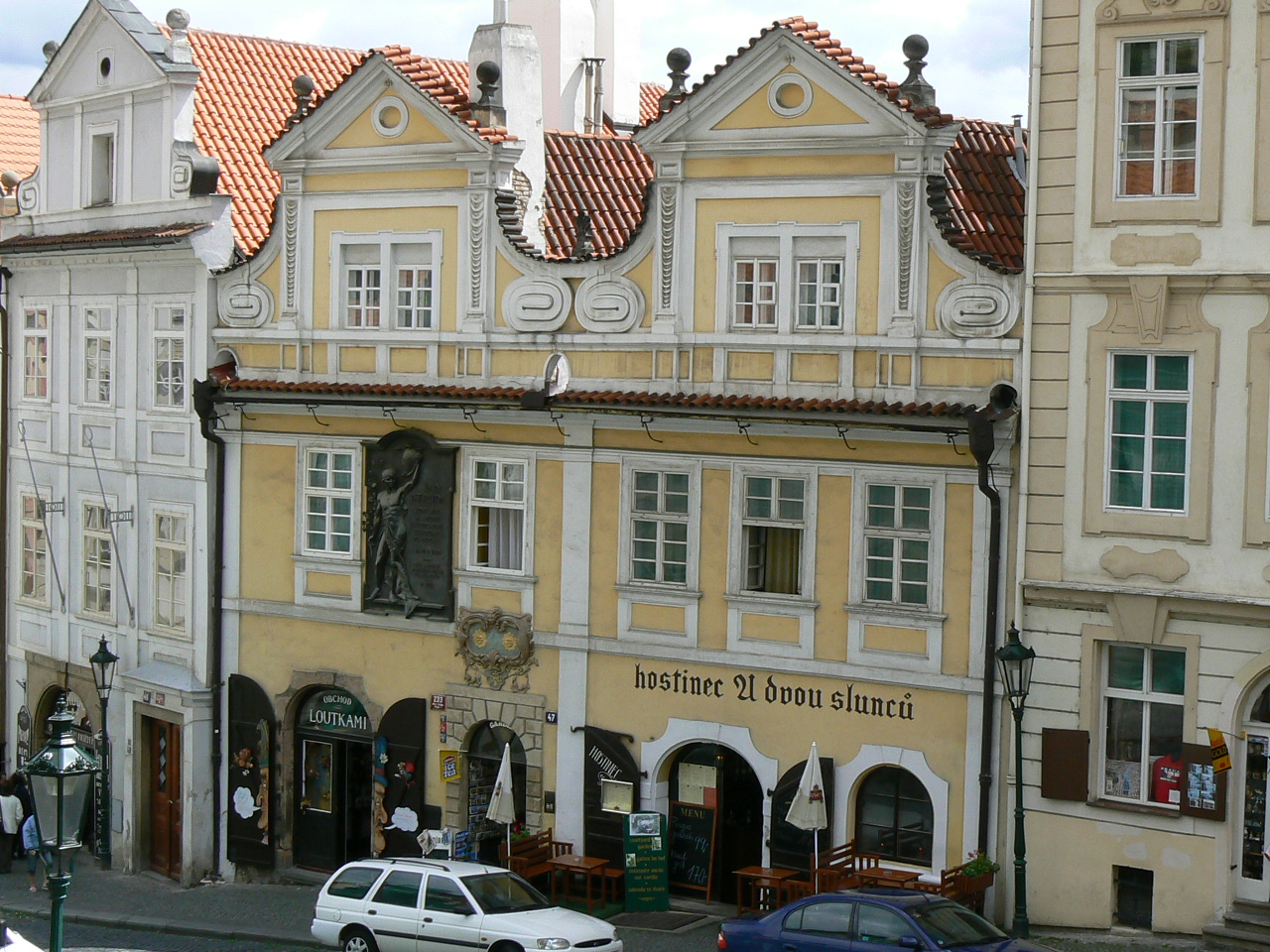
Dom pod dwoma słońcami, gdzie mieszkał Jan Neruda

Nerudova – ulica znajdująca się w dzielnicy Malá Strana w Pradze. Prowadzi odpowiednio z północno-zachodniego rogu Placu Małostrańskiego na wzgórze na zachód do Zamku Praskiego. Kiedyś była to część drogi królewskiej wiodąca z Mostu Karola do Zamku Praskiego.